# Сепсі Арена
Сепсі Арена (рум. Arena Sepsi, угор. Sepsi Aréna) — багатофункціональна арена в муніципалітеті Сфинту-Георге, Румунія. Використовується як місцева база для чоловічих та жіночих команд міста з баскетболу, хокею, гандболу та футзалу, а також приймає різні спортивні змагання. Максимальна місткість зали становить 3000 глядачів на баскетбольних матчах та 2400 на хокейних матчах. У місті також працює стара багатофункціональна зала, перейменована на спортивну залу «Szabó Kati».

## Історія
Будівництво Сепсі Арени розпочалося в листопаді 2014 року і завершено влітку 2017 року. Інвестиції було здійснено через Національну інвестиційну компанію, а тривалість робіт запланована на 24 місяці. Бюджет робіт становив 70 440 551,00 леїв, що на той час перевищувало 19 000 000 євро.
Залу офіційно відкрито 26 серпня 2017 року в рамках заходу під назвою «День відкритих дверей». Через кілька днів, рішенням від 29 серпня 2017 року № 261 місцева рада Сфинту-Георге затвердила «делегування управління службою управління державною та приватною власністю муніципалітету Сфинту-Георге щодо управління та експлуатації об'єкта «Багатофункціональний спортивний зал на 3000 місць – муніципалітет Сфинту-Георге» державній компанії Sepsi Rekreatív SA»  Договір на управління спортивним об'єктом був доповнений та оновлений у наступні роки кількома іншими рішеннями ради.   
21 грудня 2017 року, зазначивши, що доступ до зали автомобілем та громадським транспортом став ускладненим, місцевою радою прийнято рішення по облаштуванню під'їзної дороги до багатофункціональної спортивної зали на 3000 місць».
Спортивний зал отримав назву «Арена Сепсі» рішенням  від 30 травня 2019 року № 189місцевої ради Сфинту-Георге. 
У квітні-травні 2025 року арена приймає матчі Чемпіонату світу з хокею із шайбою 2025 (дивізіон I).